# GL-II-73
Il GL-II-73 è uno psicofarmaco appartenente alla categoria delle imidazobenzodiazepine correlato nella struttura chimica a composti come midazolam, adinazolam e il metabolita attivo di rilmazafone. È descritto come un modulatore allosterico positivo preferenziale α5 del sito benzodiazepinico dei recettori GABAA, con attività più debole in corrispondenza di α2 e α3 e nessuna affinità significativa per il sottotipo α1. Nei test sugli animali è stato riscontrato che produce effetti antidepressivi, ansiolitici e azioni nootropiche.

## Morbo di Alzheimer
Nel 2024 i ricercatori del Centre for Addiction and Mental Health hanno effettuato uno studio a doppio cieco su una popolazione di topi geneticamente modificati e predisposti all'accumulo di betamiloide. Ai topi è stato somministrato il farmaco per valutarne gli effetti immediati, riscontrando in quelli con malattia allo stadio iniziale un recupero della memoria comparabile a quella dei topi sani; il farmaco è poi stato somministrato per quattro settimane di trattamento per valutare gli effetti a lungo termine, riscontrando dei benefici più contenuti nei topi che presentavano la malattia ad uno stadio avanzato.
Si tratta del primo farmaco che agisce direttamente sulla causa principale del deficit di memoria: esso si dirige selettivamente sui di recettori GABA nell'ippocampo, accrescendo e rafforzando le connessioni neuronal, oltreché favorendo il recupero delle funzioni cerebrali perdute.
La Damona Pharmaceuticals, una startup biotech supportata dal CAMH e specializzata in trattamenti per disturbi neurologici, ha ottenuto dalla Food and Drug Administration l'autorizzazione per l'avvio della sperimentazione umana, previsto per il 2025.